# قصعين أهلب
قصعين أهلب[بحاجة لمصدر] (الاسم العلمي: Salvia hirsuta) هو نوع نباتي يتبع جنس القصعين من فصيلة الشفوية.